# Akelarre
Akelarre is een internationaal geproduceerde film uit 2020, geregisseerd door Pablo Agüero. De film was onderdeel van de officiële selectie van het 68ste Filmfestival van San Sebastián. De film is geïnspireerd op de heksenprocessen in het Baskenland aan het begin van de zeventiende eeuw.

## Verhaal
De film speelt zich af in Zugarramurdi, Spaans Baskenland, in het jaar 1609. Terwijl de mannen uit de regio op zee zijn, neemt de 20 jaar oude Amaia voor het eerst deel aan de nachtdansen in het bos met de andere meisjes uit de stad. Het feest wordt abrupt verstoord, wanneer ze bij zonsopgang worden gearresteerd door rechter Rostegui.

## Rolverdeling
| Acteur              | Personage       |
| ------------------- | --------------- |
| Amaia Aberasturi    | Ana             |
| Àlex Brendemühl     | Rostegui        |
| Daniel Fanego       | Consejero       |
| Daniel Chamorro     | Cirujano        |
| Iñigo de la Iglesia | Sargento        |
| Asier Oruesagasti   | Padre Cristóbal |

## Ontvangst

### Recensies
Op Rotten Tomatoes geeft een van de drie recensenten de film een positieve recensie.

### Prijzen en nominaties
| Jaar | Evenement                       | Categorie                     | Genomineerde                                                        | Resultaat   |
| ---- | ------------------------------- | ----------------------------- | ------------------------------------------------------------------- | ----------- |
| 2020 | San Sebastián (68ste editie)    | Gouden Schelp voor beste film | Akelarre                                                            | Genomineerd |
| 2021 | Premios Goya (35ste uitreiking) | Beste actrice                 | Amaia Aberasturi                                                    | Genomineerd |
| 2021 | Premios Goya (35ste uitreiking) | Beste camerawerk              | Javier Agirre                                                       | Genomineerd |
| 2021 | Premios Goya (35ste uitreiking) | Beste artdirector             | Mikel Serrano                                                       | Gewonnen    |
| 2021 | Premios Goya (35ste uitreiking) | Beste productiemanager        | Guadalupe Balaguer Trelles                                          | Genomineerd |
| 2021 | Premios Goya (35ste uitreiking) | Beste geluid                  | Urko Garai, Josefina Rodriguez, Frédéric Hamelin, Leandro de Loredo | Genomineerd |
| 2021 | Premios Goya (35ste uitreiking) | Beste speciale effecten       | Mariano García Marty, Ana Rubio                                     | Gewonnen    |
| 2021 | Premios Goya (35ste uitreiking) | Beste kostuums                | Nerea Torrijos                                                      | Gewonnen    |
| 2021 | Premios Goya (35ste uitreiking) | Beste grime en haarstijl      | Beata Wotjowicz, Ricardo Molina                                     | Gewonnen    |
| 2021 | Premios Goya (35ste uitreiking) | Beste filmmuziek              | Aránzazu Calleja, Maite Arroitajauregi                              | Gewonnen    |